# 27 de Abril
27 de Abril, als Namenszusatz wird La Naranja verwendet, ist eine Parroquia rural („ländliches Kirchspiel“) im Kanton Espíndola der ecuadorianischen Provinz Loja. Verwaltungssitz ist die Ortschaft La Naranja. Die Parroquia besitzt eine Fläche von 41,26 km². Die Einwohnerzahl lag im Jahr 2010 bei 2086.

## Lage
Die Parroquia 27 de Abril liegt in den Anden im äußersten Süden von Ecuador, etwa 5 km von der peruanischen Grenze entfernt. Der Río Pindo fließt entlang der nordwestlichen und westlichen Verwaltungsgrenze nach Süden. Dessen Nebenfluss Río Tambillo begrenzt das Verwaltungsgebiet im Süden. Der 1320 m hoch gelegene Hauptort La Naranja befindet sich 15,5 km nordnordwestlich des Kantonshauptortes Amaluza. La Naranja liegt unweit der Straße von Amaluza nach Cariamanga und Gonzanamá.
Die Parroquia 27 de Abril grenzt im Nordosten an die Parroquia El Ingenio, im Südosten an die Parroquia El Airo, im Süden an die Parroquias Amaluza und Bellavista sowie im Westen und im Nordwesten an die Parroquias Sanguillín und El Lucero (beide im Kanton Calvas).